# Nikolas Papadopulos
Nikolas Papadopulos, gr. Νικόλας Παπαδόπουλος (ur. 22 kwietnia 1973 w Nikozji) – cypryjski polityk i prawnik, deputowany, przewodniczący Partii Demokratycznej (DIKO).

## Życiorys
Syn Tasosa Papadopulosa, prezydenta Cypru w latach 2003–2008. Z wykształcenia prawnik, ukończył studia na University College London. W Wielkiej Brytanii stał na czele organizacji zrzeszającej cypryjskich studentów w tym kraju. Po powrocie na Cypr pracował w firmie prawniczej założonej przez swojego ojca.
Zaangażował się również w działalność polityczną w ramach Partii Demokratycznej. Powołany w skład władz wykonawczych tej partii. W 2006 po raz pierwszy wybrany na posła do Izby Reprezentantów, mandat utrzymywał również w 2011, 2016 i 2021. Od 2009 był wiceprzewodniczącym DIKO. W 2013 stanął na czele tej partii i jej klubu parlamentarnego.
W 2018 kandydował w wyborach prezydenckich, otrzymując w pierwszej turze głosowania 25,74% głosów i zajmując tym samym 3. miejsce.
Nikolas Papadopulos jest żonaty, ma trzy córki i syna.